# کتی ولنتاین
کاترین ولنتاین (زاده ۷ ژانویه ۱۹۵۹) یک نوازنده آمریکایی است. او از طریق ترانه‌سرایی، ضبط، اجرا و تور و همچنین فعالیت‌های آکادمیک و خلاقانه، حرفه موسیقی را حفظ کرده است. ولنتاین در اکتبر ۲۰۲۱ به عنوان یکی از اعضای گروه The Go-Go's وارد تالار مشاهیر راک اند رول شد. ولنتاین در ۷ ژانویه ۱۹۵۹ در آستین، تگزاس، تنها فرزندی بود که توسط مادر مجردش، یک مهاجر انگلیسی، بزرگ شد. در کلاس نهم بعد از اینکه از مدرسه دولتی به مدرسه ای جایگزین به نام Greenbriar نقل مکان کرد شروع به نواختن گیتار کرد.

## آهنگ‌شناسی

### با Textones
مجردها
- ۱۹۸۰: «چند دختر دیگر» / «دلیل ترک» (IRS / معیوب)
- ۱۹۸۰: «من نمی‌توانم با آن مبارزه کنم» / «تعطیلات» / «زمان مناسب است» (چیزویک)
- ۱۹۸۲: «تعطیلات» / «زمان مناسب است» (بیگ بیت) - با کتی ولنتاین

### بابرو برو
- 1981: زیبایی و ضرب و شتم (IRS)
- ۱۹۸۲: تعطیلات (IRS)
- ۱۹۸۴: تاک شو (IRS)
- ۲۰۰۱: خدا بر برو برو (Beyond Music)

### با دلفین
- ۱۹۹۷: دلفین‌ها (Spit Fire)
- ۲۰۰۱: سرعت کیهانی (موسیقی توطئه)

### آلبوم‌های انفرادی
- ۲۰۰۵: سال نوری (همه برای یک)

### با BlueBonnets
- 2010: Boom Boom Boom Boom (خود منتشر شده)
- 2014: Play Loud (خود منتشر شده)
- 2017: Tonewrecker (خود منتشر شده)

## به عنوان آهنگساز
- ۱۹۸۰: فیل سیمور - فیل سیمور (Bardwalk Entertainment)- قطعه ۸، "We Don't Get Along"
- ۱۹۸۹: افراد شیمیایی - تنفر ده برابری (کروز رکوردز) - قطعه ۱۴، " تعطیلات " (نوشته شده با شارلوت کافی و جین ویدلین)
- ۱۹۹۳: داک هاپر - آلوها (گوش زنگ دار) - قطعه ۸، "سر به پاشنه" (نوشته شده با شارلوت کافی)
- ۱۹۹۸: یک هشتاد - کرکرجک (BEC) - قطعه ۱۴، "تعطیلات" (نوشته شده با شارلوت کافی و جین ویدلین)
- ۱۹۹۹: بلاندی - بدون خروجی (فراتر از رکوردها) - ترک ۱۳، "Divine" (نویسندگی مشترک با کلم برک)

## به عنوان تهیه‌کننده
- ۲۰۰۱: موتور سیکلت عزیزم- ظهور (ده بال)

## همچنین ظاهر می‌شود
- ۱۹۹۳: کارلین کارتر - نامه‌های عاشقانه کوچک (رکوردهای غول پیکر) - آواز
- ۱۹۹۴: کارلا اولسون - Reap the Whirlwind (هندوانه) - گیتار
- 2018: The Textones - "Old Stone Gang" - گیتار لید روی ۱ آهنگ